# Castello di Cogoleto
Il castello di Cogoleto era un edificio militare situato presso l'odierno lungomare di Cogoleto, nella città metropolitana di Genova.

## Storia e descrizione
Fino al 1809, data in cui Napoleone Bonaparte lo fece abbattere per realizzare la strada Nizza-Roma, all'ingresso della cittadina, nei pressi della chiesa di Santa Maria Maggiore, era presente un castello di modeste dimensioni fatto costruire da Berengario II d'Ivrea e donato alla famiglia Colombo nel 1200 da Ottone II di Sassonia.
Nel Cinquecento, durante la dominazione della Repubblica di Genova, lo stesso fu trasformato in forte per resistere alle armi da fuoco. Aveva forma rettangolare con massicce mura perimetrali e due torri di avvistamento ai lati verso il mare, armate con cannoni in bronzo.
Nel Settecento attorno al forte furono costruite delle mura che dovevano accogliere la popolazione in caso di pericolo per la peste. Si stima che le sue mura fossero lunghe circa 40 metri per lato.
Quando la Liguria confluì nel Primo Impero francese, il castello che rappresentò un "ostacolo" ai collegamenti viene abbattuto.